# Mistrovství světa v zápasu ve volném stylu 1986
Mistrovství světa v zápasu ve volném stylu 1986 se uskutečnilo v Budapešti, v Maďarsku. Volný styl byl na programu 19. října. 

## Přehled medailí

### Volný styl
| Kategorie | Zlato               | Stříbro            | Bronz             |
| --------- | ------------------- | ------------------ | ----------------- |
| 48 kg     | Ri Jae-Sik          | László Bíró        | Michail Kušnir    |
| 52 kg     | Kim Yong-Sik        | Micuru Sató        | Valentin Jordanov |
| 57 kg     | Sergej Beloglazov   | Georgi Kalčev      | Barry Davis       |
| 62 kg     | Chazar Isajev       | Joe McFarland      | Avirmediin Enkhee |
| 68 kg     | Arsen Fadzajev      | Andre Metzger      | Simeon Šterev     |
| 74 kg     | Raúl Cascaret       | Adlan Varajev      | Dave Schultz      |
| 82 kg     | Vladimer Modosijani | Aleksandar Nanev   | Jozef Lohyňa      |
| 90 kg     | Macharbek Chadarcev | Torsten Wagner     | Jim Scherr        |
| 100 kg    | Aslan Chadarcev     | William Scherr     | Georgi Jančev     |
| 130 kg    | Bruce Baumgartner   | Davit Gobedžišvili | Andreas Schröder  |

## Týmové hodnocení
| Pořadí | Muži volný styl | Muži volný styl |
| Pořadí | Tým             | Body            |
| ------ | --------------- | --------------- |
| 1      | Sovětský svaz   | 51              |
| 2      | USA             | 34              |
| 3      | Bulharsko       | 25              |
| 4      | Kuba            | 15              |
| 5      | NDR             | 14              |
| 6      | Severní Korea   | 12              |